# Abacà
L'abacà o cànem de Manila (Musa textilis)
és una espècie de planta amb flors del gènere Musa dins la família de les musàcies (Musaceae). És una planta nativa de les Filipines, d'aspecte semblant al bananer però de fruit no comestible que s'utilitza com a primera matèria principalment a la indústria tèxtil i paperera.
L'abacà és menys resistent que el bananer, requereix sòls permeables, amb preferència volcànics, un clima càlid, amb precipitacions abundants distribuïdes tot al llarg de l'any, i una humitat permanent. Cal preparar el terreny llaurant profundament fins a uns 50-60 cm. La sembra és feta a base de llavors, rebolls i trossos de rizoma. La collita sol començar al cap de divuit mesos, i la plantació se sol conservar uns dotze anys.
És una planta que necessita un clima equatorial i és conreada també a Borneo a Sumatra, a Sabah i a l’Amèrica ístmica, les plantacions del qual foren impulsades per la necessitat de proveir les forces aliades durant la Segona Guerra Mundial.
No s'ha de confondre el cànem amb el cànem de Manila, ja que són dues fibres (materials) diferents.

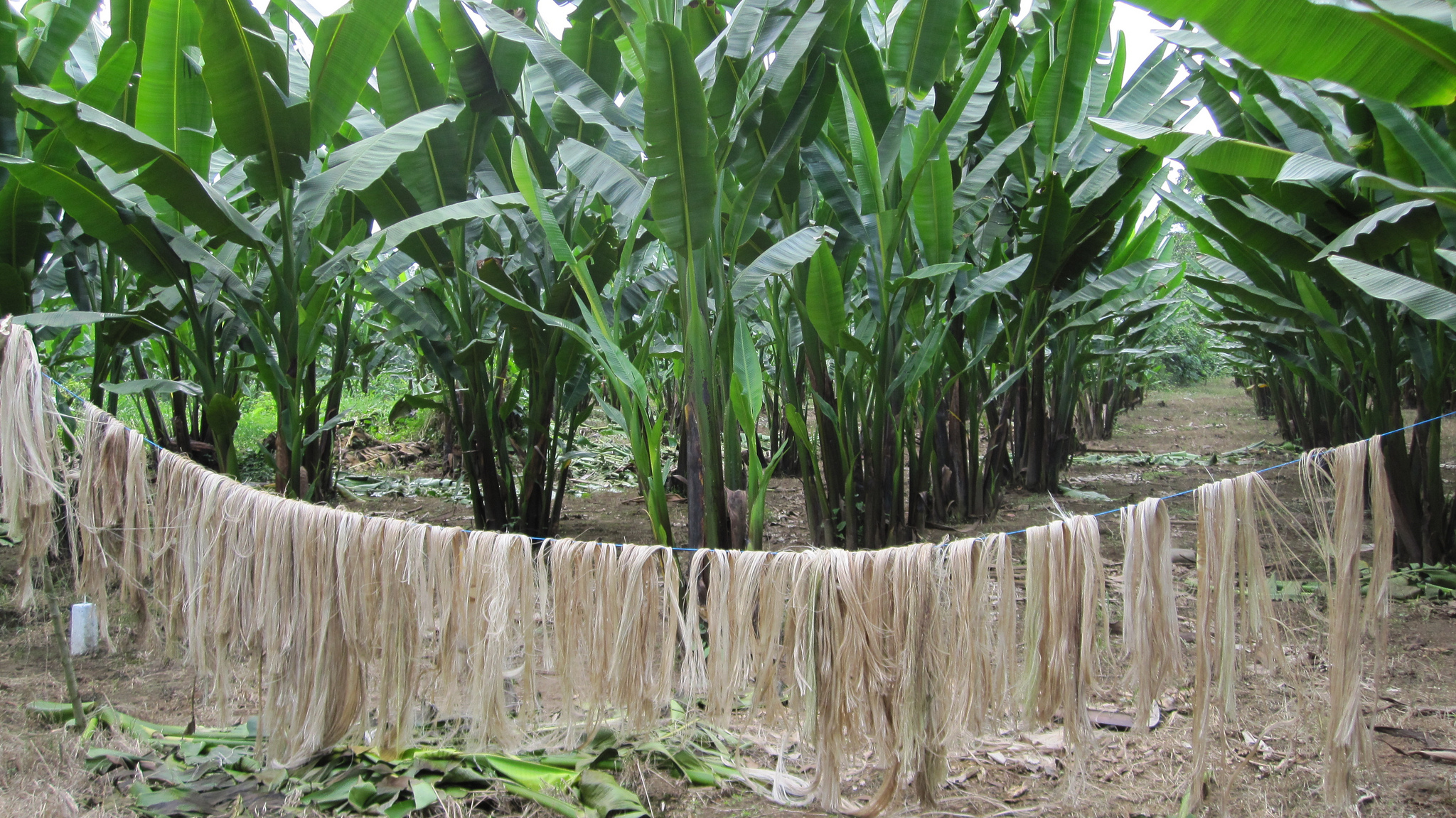
Plantació d’abacà i fibres de la planta assecant-se.

## Descripció
La planta d'abacà és estolonífera, el que significa que la planta produeix corredors o brots al llarg del sòl que després arrelen a cada segment. Tallar i trasplantar corredors arrelats és la tècnica principal per crear noves plantes, atès que el creixement de les llavors és substancialment més lent. L' Abacá té un "fals tronc" o pseudotija sobre 15-38 cm  de diàmetre. Les tiges de les fulles (pecíols) s'expandeixen a la base per formar beina que estan ben embolcallats per formar la pseudotija. Hi ha de 12 a 25 fulles, de color verd fosc a la part superior i verd pàl·lid a la part inferior, de vegades amb grans taques marrons. Tenen forma oblonga amb una base deltoide. Creixen en successió. Els pecíols creixen com a mínim 30 cm de longitud. Principalment està composta de cel·lulosa, lignina i pectina.
Quan la planta és madura, la tija de la flor creix dins de la pseudotija. La flor masculina té cinc pètals, cadascun d'uns 38 cm de llarg. Les beines de les fulles contenen la valuosa fibra. Després de la collita, les fibres gruixudes oscil·len entre 180-370 cm  de llarg. Estan compostes principalment per cel·lulosa, lignina i pectina.
El fruit, que no és comestible i rarament es veu com la collita es produeix abans que els fruits de la planta, creix a uns 5,1-7,6 cm  de llarg i 2,5 cm  de diàmetre. Té llavors de cornet negre que són 420 cm de diàmetre.

## Conreu
La planta es cultiva normalment en un sòl francoy ben drenat, utilitzant rizomes plantats a l'inici de l'estació de pluges. A més, es poden iniciar noves plantes per llavors. Els productors cullen els camps d'abacá cada tres a vuit mesos després d'un període de creixement inicial de 12-25 mesos. La collita es fa eliminant les tiges de les fulles després de la floració però abans que aparegui el fruit. La planta perd productivitat entre 15 i 40 anys. Els vessants dels volcans proporcionen un entorn de cultiu preferit. La collita inclou, en general, diverses operacions que impliquen les beines de les fulles:
- Tuxing (separació de la beina primària i secundària)
- stripping (aconseguir les fibres)
- assecat (normalment seguint la tradició de l'assecat al sol).

Quan s'ha completat el processament, els feixos de fibra són pàl·lids i brillants amb una longitud de 1,8-3,7 cm.
Es fa la collita d'abacà cada tres a vuit mesos tallant la planta però deixant les arrels que fan una nova planta. La fibra s'obté de la polpa de la planta i d'ella se'n fan cordes molt resistents al sol, l'aigua i el vent. També s'usa en la indústria del paper.